# CERTO 大分
CERTO大分（チェルトおおいた）は、Jリーグ・大分トリニータの私設応援団である。
発足は2005年5月5日、2ちゃんねる国内サッカー板での大分トリニータスレッドの有志が集まり結成 。会長は斗こと若杉。
Jリーグのサポータークラブの中ではかなり特異なサポータークラブでありゴール裏ではなく、 ネット上でのさまざまな発言や行動などで大分のサポーターを引っ張っている （もちろん会員の中にはゴール裏で活動するメンバーも多数おり、それらはゴール裏CERTOと呼ばれている）。
主な活動としては、FOOTによるCERTO大分HPでのコラム、各アウエーツアーの企画、他J1サポータークラブとの交流など 多種多様にのぼるが、特にFOOT氏のコラムは大分サポーターのみでなく、大分トリニータ関係者・他チームサポーターなど いろいろな面で影響を与えつづけている（2005年サポティスタ優秀サイト受賞）。

## エピソード
- 梅崎司がフランス2部グルノーブルに移籍する際の考察等のコラムを書いた際に、FIFA代理人の田邊伸明のブログに同業者ではと書かれた2007年1月30日付記事。
- CERTO大分のHPを見るといかにも大分トリニータフロントと不仲のように思えるが、実際はチケットのランクアップを提言したり（後のホームゲームの際には実施）、大分トリニータがサポーターズカンファレンスを開催した際（計3回）、議事録を即日でＨＰに掲載するなど貢献しているのも事実である。